# Xavier Boissy
Xavier Boissy (ur. 27 maja 1944) – senegalski judoka. Olimpijczyk z Monachium 1972, gdzie zajął dziewiętnaste miejsce w wadze lekkiej.
Wygrał igrzyska afrykańskie w 1965 roku.

## Letnie Igrzyska Olimpijskie 1972
| Konkurencja | Eliminacje              | Klas. końcowa |
| Konkurencja | Przeciwnik I            | Miejsce       |
| ----------- | ----------------------- | ------------- |
| 63 kg       | Roberto Pacheco (PUR) P | 19.           |